# Poziția lotus

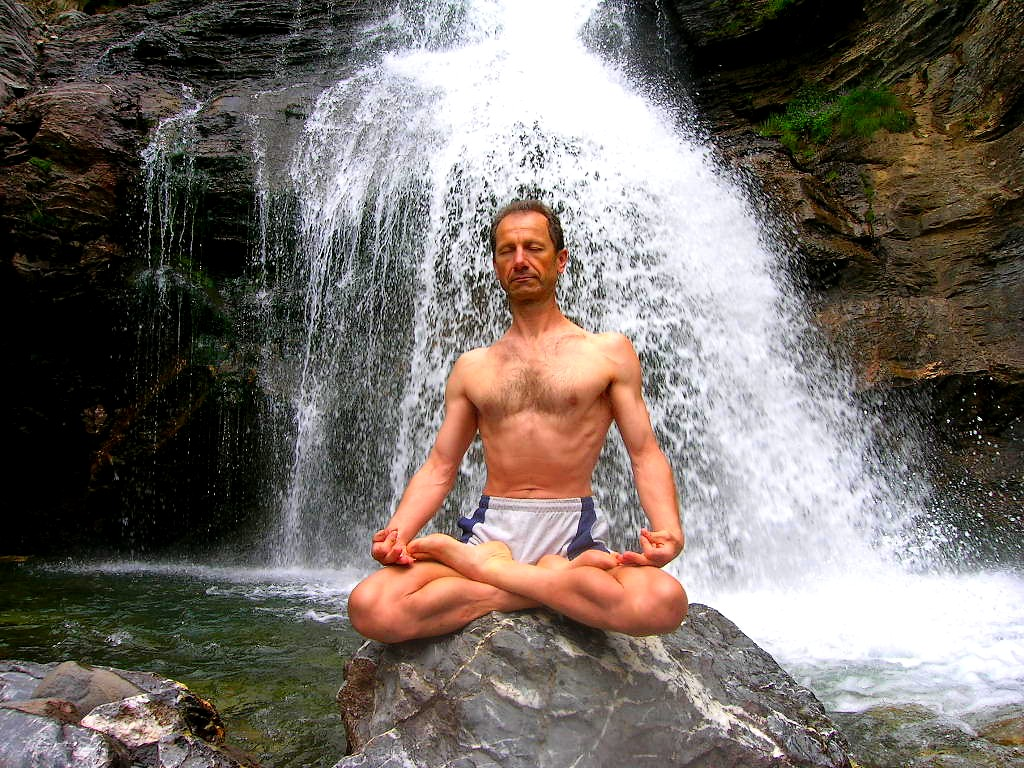
Un practicant de yoga în poziţia lotus

Poziția lotus (Sanskrită: „Padmasanam”) este o postură de ședere cu picioare încrucișate folosită în practicile meditatice Hinduiste. Este o parte împământenită a tradiției Hindu Yoga. Se spune că poziția seamănă cu un lotus și încurajează respirația corectă.